# Riksidrottsnämnden
Riksidrottsnämnden är svensk idrotts högsta domstol, som avgör bestraffnings- (inkl. doping), tävlings- och föreningsärenden. Riksidrottsnämndens ledamöter väljs av  Riksidrottsförbundets stämma. Riksidrottsnämnden är oberoende i förhållande till övriga organ inom Riksidrottsförbundet.
En idrottare eller en klubb som inte är nöjd med sitt specialidrottsförbunds (SF) beslut kan överklaga till Riksidrottsnämnden. I vissa fall får Riksidrottsnämnden även pröva ärenden som första instans, t.ex. om det gäller en styrelseledamot i ett SF. I vissa fall krävs prövningstillstånd för att ett ärende ska prövas i sak av Riksidrottsnämnden. Skäl för prövningstillstånd kan t.ex. vara att det finns ett prejudikatintresse i ärendet eller att det förekommit ett grovt formfel i lägre instans.
Riksidrottsnämndens beslut får inte överklagas, förutom i dopingärenden avseende internationella toppidrottare då överklagande får ske till Idrottens skiljedomstol/Court of Arbitration for Sport.